# Letenský kolotoč
Letenský kolotoč se nachází v Praze na Letenské pláni před Národním technickým muzeem. Kolotoč vznikl roku 1892, jedná se tak o nejstarší dochovaný kolotoč v Evropě. Unikátní je kolotoč díky figurám koní, které jsou potažené pravou koňskou kůží. Kolotoč zakoupilo Národní technické muzeum a po rekonstrukci byl roku 2022 znovu zpřístupněn veřejnosti.

## Historie

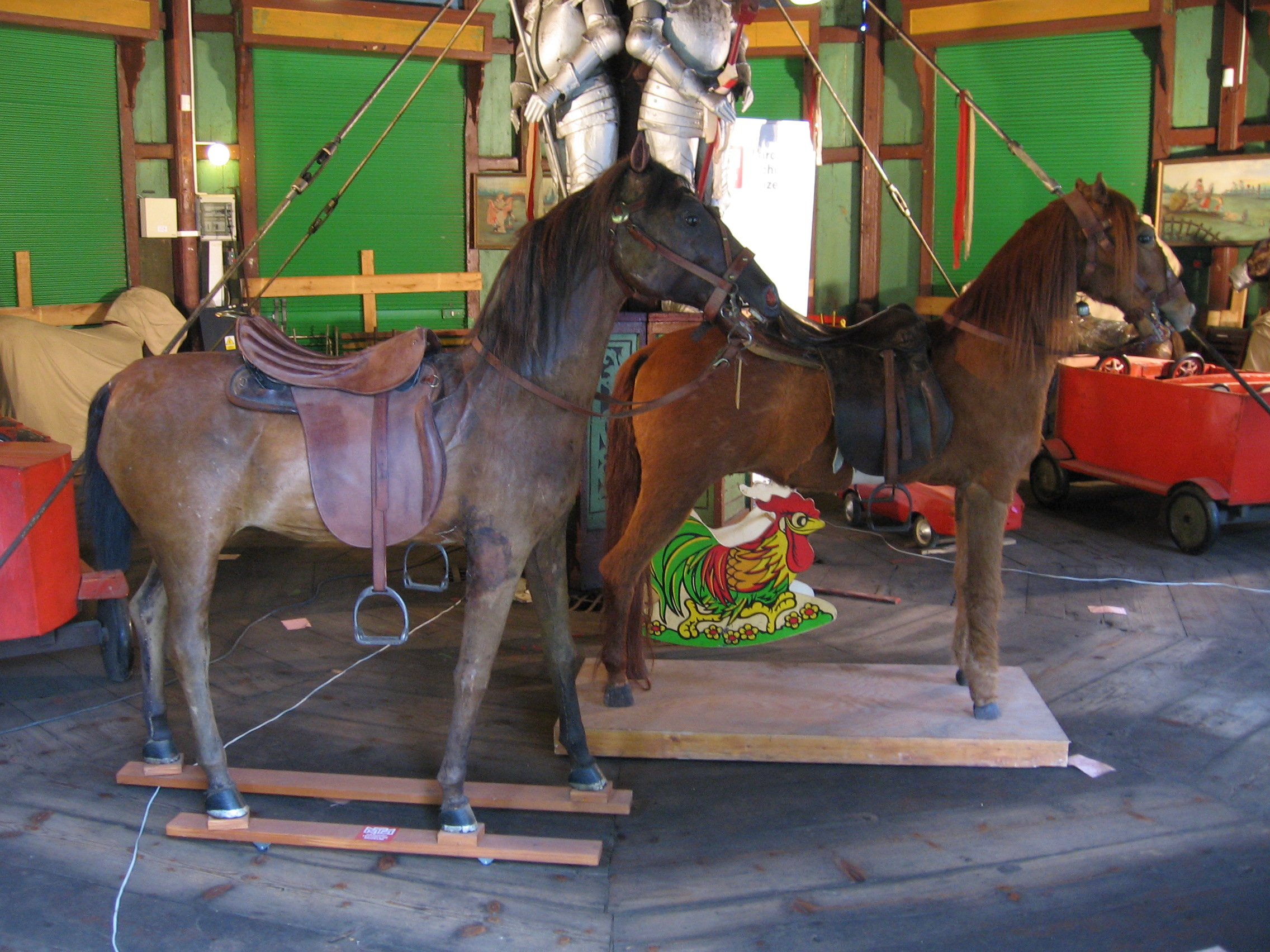
Interiér kolotoče před rekonstrukcí (2016)

Karusely vycházely z italské vojenské hry, která se v Evropě rozšířila na přelomu 17. a 18. století a spočívala v tom, že šlechtici jezdili na koních v kruhu a trefovali se kopím do terče na kůlu uprostřed. Mechanický karusel bez živých koní je doložen již ve Francii roku 1662. Moderní vývoj pak směřoval přes krinolíny, řetízkové kolotoče, ruská kola a centrifugy.
Kolotoč nechal postavit majitel Josef Nebeský, bytem v Praze v č. 417/I, projekt i realizaci zajistil tesařský mistr Matěj Bílek, bytem Vinohrady č. p. 545. Původně kolotoč stál v Královských Vinohradech nedaleko zájezdní hospody „Na Kravíně“. Datum zdejšího zprovoznění není známo, protože jako provizorní dřevěná stavba nepodléhal stavebnímu povolení – předpokládá se, že byl postaven na letní sezónu 1892.
Roku 1894 majitel přenesl kolotoč na Letnou, která již od roku 1884 patřila k Praze, do sousedství stanice první pražské elektrické dráhy i horní stanice lanové dráhy, kde fungoval v letních sezónách ode dne kolaudace 11. července 1894 až do 90. let 20. století. Podle velikosti koní se předpokládá, že původně nesloužil pro zábavu jen dětem, ale i dospělým.
Od 13. listopadu 1991 je kolotoč chráněn jako památka a evidován pod rejstříkovým číslem 11880/1-2163. V Ústředním seznamu nemovitých kulturních památek ČR je evidován pod číslem 1-1545/7. Roku 1994 byl ukraden orchestrion a zvon. V roce 1995 došlo k první větší restaurátorské rekonstrukci budovy kolotoče, obnově historických prvků a odstranění nevhodných úprav a ke kompletní výměně elektroinstalace (s ponecháním motoru z roku 1981).
Roku 2004 koupilo kolotoč Národní technické muzeum. Náklady na obnovu se roku 2006 odhadovaly na šest milionů korun, čistý výtěžek veřejné sbírky konané od 1. května 2005 do 4. dubna 2008 podle konečného vyúčtování byl 302 707 Kč. Rekonstrukci potřebovala zejména vlastní točna, koně, autíčka, stahovací rolety, okolní terén a odvodnění, elektrorozvody a elektrická svítidla.
Na opravu kolotoče byly nakonec vybrány více než dva miliony korun. K srpnu 2019 byli opraveni dřevění koně, rytíři a interiér kolotoče. Samotná budova stále rekonstruována nebyla, problémem bylo nalézt vhodnou restaurátorskou firmu.
Kolotoč byl znovu zprovozněn 12. července 2022, rekonstrukce stála okolo 23 milionů korun. Rekonstrukce byla zaměřená na to, aby kolotoč vypadal stejně dobře jako před 100 lety. Je určen pro děti od dvou let i pro dospělé maximálně do 100 kg váhy, v provozu je od dubna do října.

## Exteriér

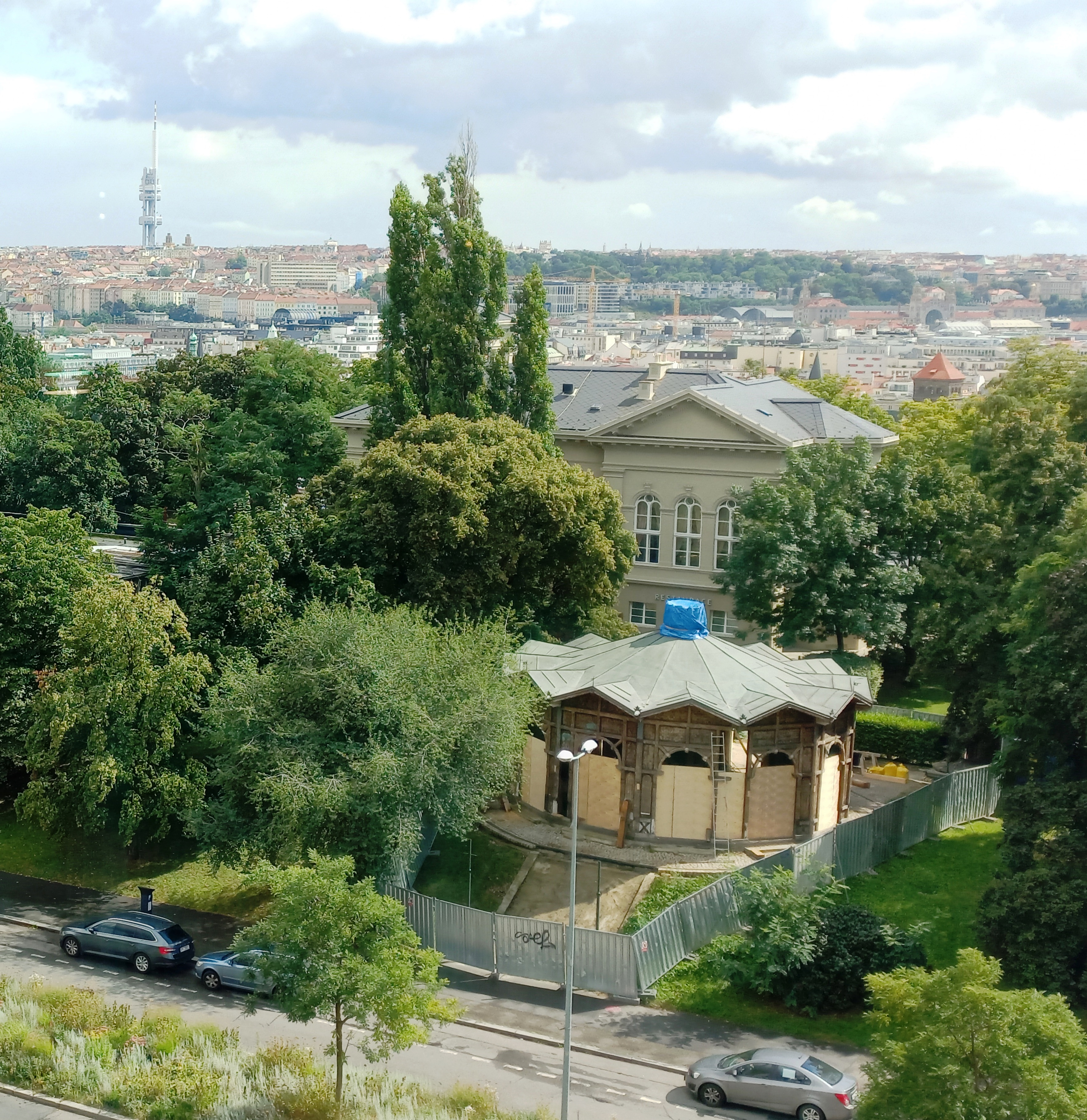
Kolotoč během rekonstrukce (2021)

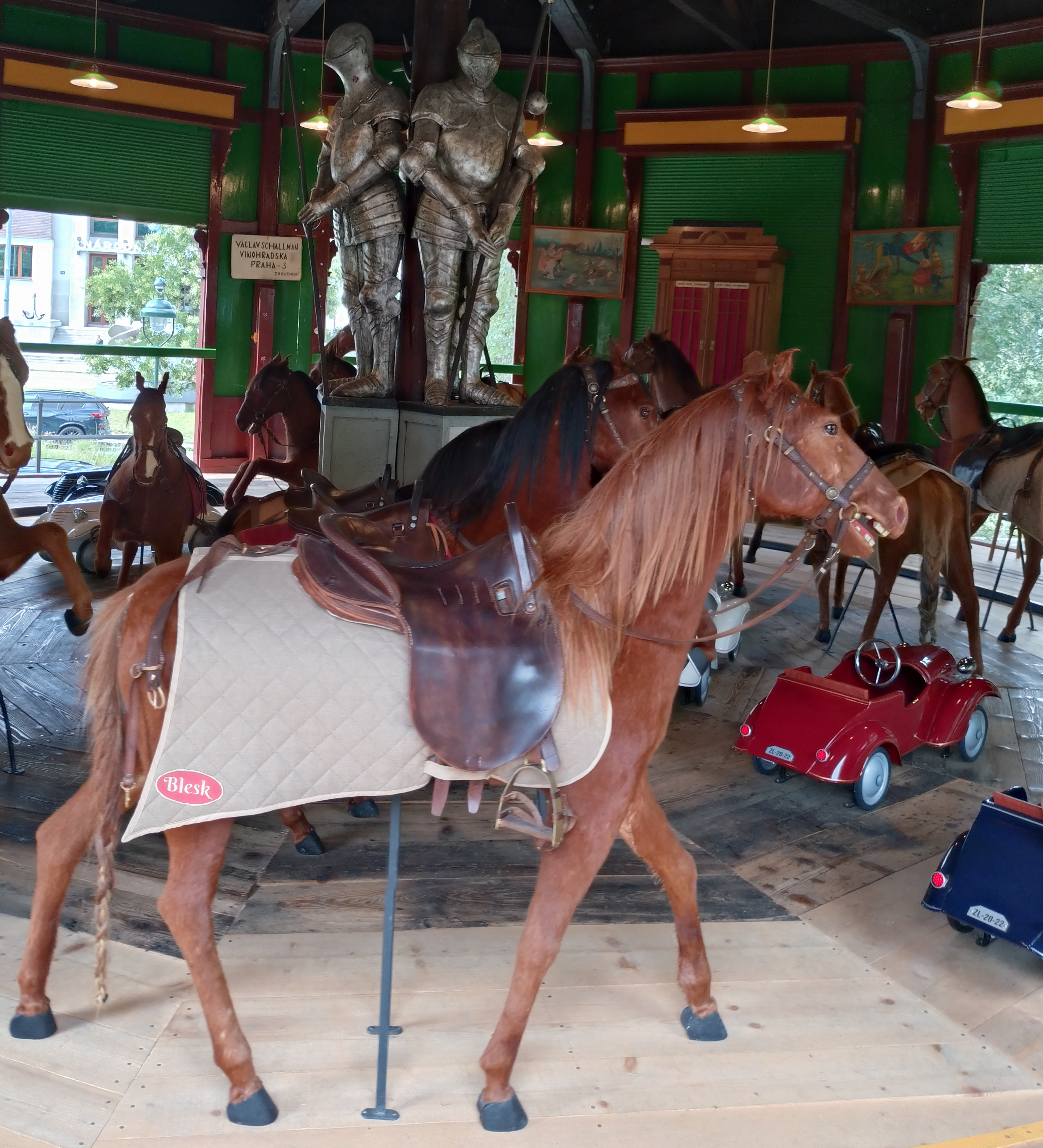
Interiér Letenského kolotoče (2024)

V archivu odboru výstavby Obvodního úřadu pro Prahu 7 se zachoval původní plán i kompletní spisová dokumentace řízení o stavebním povolení i kolaudaci.
Kolotoč dosud tvoří původní novorenesanční dřevěný pavilon s půdorysem pravidelného dvanáctiúhelníku o rozpětí 12 metrů, trámovou konstrukcí s prkennými výplněmi, jehlanovou střechou s dvanácti valbami zakončenou lucernou ve výši 7,7 metru. Střecha byla původně kryta plechem a v úžlabích se nacházely chrliče. Zátěž střechy je přenášena především na obvodové stěny, aby nebyl přetěžován čep hřídele kolotoče.
Obvodové stěny jsou na podezdívkách, vysoké 4,5 metru, na styčných hranách je tvoří trojice dřevěných sloupků, z nichž krajní nesou půlkruhové oblouky nad vstupy. Nad těmito oblouky se nacházejí vlysy s vyřezávanými ornamenty. Po přesunu kolotoče na Letnou bylo všech 12 oblouků doplněno ještě železnými vysouvacími roletami.

## Interiér
Kolotoč obsahoval vycpaniny 21 koní různých velikostí potažené pravou koňskou kůží, plněné slámou, se dřevěnými kopyty a skleněnýma očima. Po rekonstrukci obsahuje jen 18 koníků. Původní sedla a uzdění se dochovala u čtyř koní: Blesk, Flora, Poly a Šemík. Další koně mají jména: Ardo, Fuchsa, Hektor, Hnědka, Honzík, Indián, Jurášek, Kaštan, Prima, Sivák, Skokan, Šíp, Tulák a Vichr. Sloup středové točny je vyzdoben původními třemi rytíři v brnění z papírmaše natřenými stříbřenkou.
Původní čtyři lavice byly pravděpodobně ve 30. letech 20. století nahrazeny čtyřmi autíčky, vyrobené podle modelu Aero 30, z nichž dvě byly dřevěné a dvě plechové. K 60. létům 20. století však byly nahrazeny bedýnky s kolečky. Během rekonstrukce bylo vyrobeno šest nových autíček, také podle modelu Aero 30, od původních se liší například tím, že nemají ostré hrany.

## Technický popis
Na svislou hřídel ve středu stavby je nosnými trámy upevněna točna o průměru 7,6 metru. Kolem točny se nachází ještě pevná podlaha o šířce 1,6 metru. Ložisko hřídele se nachází ve vyzděné části, 1,8 metru pod podlahou.
Původně na Vinohradech poháněl kolotoč člověk, který pod podlahou chodil dokola a tlačil před sebou vzpěru podlahy. Při přesunu na Letnou byl tento pohon nahrazen strojním převodem, takže byl kolotoč poháněn strojníkem stojícím pod podlahou ručně pomocí kliky se setrvačníkem i brzdou. Elektromotor byl ke kolotoči prvně zabudován ve 30. letech 20. století. Od roku 1981 poháněl kolotoč trojfázový asynchronní elektromotor značky MEZ. Kvůli nevhodnému převodu vzhledem k výkonu otáčel točnou příliš rychle. V roce 2022 zde byl osazen nový trojfázový asynchronní motor.
Součástí byl i secesní skříňový orchestrion značky Dalibor od firmy p. Klepetáře v Praze, ten však byl roku 1994 ukraden, stejně jako původní zvon o výšce asi 30 centimetrů. Během rekonstrukce byl zakoupen podobný hudební orchestrion Atlantic, vyrobený v roce 1910 v Lipsku.